# 臺東人
《臺東人》是一首知名臺語歌曲，曲調近於民謠，為臺灣知名詞曲作家呂金守的作品。該曲描述的是一個臺東縣年輕人翻山越嶺到了屏東縣工作，與風塵女郎墜入情網，雖然度過了一段羅曼蒂克的時光，終究隻身返鄉。

## 歌詞賞析
這首歌詞可以看成獨立的六首「勸世詩」，勸人不要沈迷歡場，亦可以將六篇看成連貫的故事，本文採後者。
「竹筍離土目目柯，移山啊倒海樊梨花」，意指竹筍一經採收即節節老化，暗喻除非是有移山倒海法術的「樊梨花」，否則女性青春難駐。「有情阿娘仔著甲娶，不通放給伊落煙花」，所以這位「臺東人」在歡場認識了「有情」女子，打算把她娶回家，不讓她繼續墮落「煙花」。
「稻仔大肚驚風颱，阿娘仔大肚驚人知」，成熟的稻子最怕颱風，酒女只要懷孕，客人厭惡，就不再惠顧。「左手牽衫掩肚臍，正手搧君擱再來」所以這些酒女們左手拉住衣服，遮掩肚子，右手卻仍繼續招攬客人，要客人再來光顧，為金錢低頭。
「甘蔗好食頭硬硬，茶店仔查某上無情」，甘蔗好喫卻堅硬不好咬，比喻酒女美豔卻最無情，「一千二千提去用，招伊散步喊無閑」，每次索討「一千」、「兩千」，蠶食了這位「臺東人」的血汗錢，「臺東人」想要約她散步，她卻推託「沒空」。
「六月日頭火燒埔，阿娘仔招君過澎湖」到了豔陽高照的六月，經由一番努力，終於使這位酒女約了「臺東人」到澎湖玩，「交通飛機亦過渡，三頓海產食魚塊」浪漫促使了「臺東人」大手筆買了機票前去，三餐大啖各種魚類、海鮮。
「蓮霧開花滿樹紅，樹頂一隻虎頭蜂，叮到阿君仔無彩工，叮到阿娘仔喊救人」，兩人顯然相當愜意，在蓮霧樹下休憩，遇到突襲的虎頭蜂，身體壯健的「臺東人」皮肉厚實，虎頭蜂無法叮咬，而他美豔的伴侶就大起嬌嗔，喊著救命了。
「枋寮坐車到楓港，翻山啊過嶺到臺東，有情阿娘仔著來送，阮的故鄉惦臺東」畢竟歡場風流，必須一別，「臺東人」回到故鄉之前，只希望這位「有情」的女子來送他搭車返鄉，充滿床頭金盡的悲哀。